# Balansteori
Balansteori är en motivationsteori som beskriver attitydförändringar. Teorin har framförts av Fritz Heider. Den framhåller att kognitiv stabilitet är motivet bakom drivkraften att eftersöka psykologisk balans. Stabilitetsmotivet ligger bakom driften att bibehålla värderingar och normer över tid. Heider menade att uppfattningar och likartade attityder balanseras om affekt-valenserna inom ett system kompletterar varandra till ett positivt resultat.

## P-O-X modellen

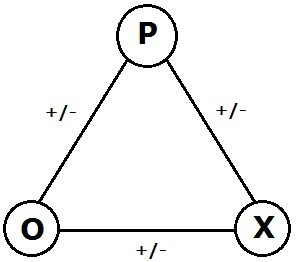
Heider's P-O-X modell

Exempel: en Person (P) som tycker om en annan (eng. Other) (O) person kommer att balanseras av samma valensattityd som den andre personens visar. 
Symboliskt; P(+)>O och O(+)>P resulterar i psykologisk balans.
Resonemanget kan även utvidgas till att omfatta objekt (X) och introducerar således ternära relationer. Om en person P tycker om objekt X, men ogillar en annan person O, vad känner P efter vetskapen att O skapade X? Detta kan symboliseras som:
- P(+)>X
- P(-)>O
- O(+)>X

Balans uppnås när tre positiva förbindelser finns, eller två negativa och en positiv. Två positiva förbindelser och en negativ som i exemplet ovan skapar obalans. 
Att multiplicera tecknen visar att personen kommer att uppleva obalans inom denna relation, och är motiverad att korrigera obalansen på något sätt. Personen kan antingen:
- Besluta sig för att O inte är så dålig i alla fall,
- besluta sig för att X egentligen inte är så bra som det först framstod, eller
- Dra slutsatsen att O aldrig kan ha skapat X.

Vilket som helst av dessa tre alternativ resulterar i psykologisk balans, och löser således dilemmat och tillfredsställer driften.